# Femi Benussi
Eufemia Benussi, detta Femi (Rovigno, 4 marzo 1945), è un'ex attrice attiva in Italia per circa un quindicennio tra gli anni sessanta e ottanta.
Formatasi artisticamente nel teatro in Jugoslavia, suo Paese d'origine, ed esordiente nel cinema italiano d'autore con Uccellacci e uccellini di Pasolini, divenne nota per le sue interpretazioni erotiche e le sue numerose scene di nudo; la sua carriera terminò quando si rifiutò di accettare ulteriori ruoli erotici.

## Biografia
Nata Eufemia Benussi in Istria in una famiglia di lingua italiana che decise di rimanere in Jugoslavia nel dopoguerra, compì studi liceali a Pola ed ebbe le sue prime esperienze di scena al Teatro del Popolo di Fiume, del quale era all'epoca (1964) l'attrice più giovane.
Ai tempi della frequenza universitaria declinò l'offerta del regista suo connazionale Fadil Hadžić di una parte in una commedia teatrale in serbo-croato, Trgovački putnik (Viaggio d'affari) per recarsi a Roma (ospite di una sua parente che viveva nella Capitale) a seguito della fine di una relazione sentimentale.
Fu introdotta quasi subito nell'ambiente cinematografico: il suo primissimo ruolo sul set in Italia (da essa stessa definito «una genericata») fu quello di una cortigiana nel film storico di Pasquale Festa Campanile Una vergine per il principe, uscito tuttavia più tardi del secondo film in cui l'attrice recitò, Il boia scarlatto, nel cast del quale era stata chiamata dal regista Massimo Pupillo grazie alla sua avvenenza.
Nel 1966 fu ingaggiata da Pier Paolo Pasolini per il suo Uccellacci e uccellini di fianco a Totò e Ninetto Davoli e, successivamente, si specializzò in film di genere, in particolare commedie erotiche (Le calde notti di Poppea, La ragazza di via Condotti, La cameriera nera), in ciò favorita dalla sua disponibilità a girare scene di nudo, e poliziotteschi (La mala ordina, Il giustiziere sfida la città), spesso con commistione dei due generi (Rivelazioni di un maniaco sessuale al capo della squadra mobile, L'assassino è costretto ad uccidere ancora); non mancò anche la partecipazione a produzioni estere (Colpo grosso alla napoletana, insieme a Robert Wagner e Raquel Welch, La morte bussa due volte).

Tra Roberto Marelli e Gianni Dei nelle Impiegate stradali (1976)

La sua disponibilità a essere diretta in ruoli erotici causò tra il 1975 e il 1976 il sequestro di tre film in cui compariva e una condanna a quattro mesi con la condizionale; la sua fama di attrice senza veli era talmente consolidata che in occasione dell'uscita del film Le impiegate stradali, in cui interpretava il ruolo di un'insegnante arrestata per errore durante una retata di prostitute da parte della Buon costume, la casa di produzione annunciò: «Per la prima volta vestita, la conturbante Femi Benussi»; non senza ironia, la stessa Benussi si disse soddisfatta, una volta ogni tanto, di «…essere sexy senza prendere freddo. Gli studi cinematografici sono tutti maledettamente pieni di spifferi».
All'epoca aveva, tuttavia, già ridotto i suoi ritmi di lavorazione: fino ad allora era giunta a girare anche quindici film in un anno, mentre nel 1977 fu impegnata in una sola produzione.
Nel suo periodo migliore, la metà degli anni settanta, il suo compenso per ogni film era tra i dieci e i quindici milioni di lire.
Negli stessi anni fu attiva anche in teatro in produzioni quali Scusi, mi presti tua moglie? a Torino con Ric e Gian (1974) e, sempre nel capoluogo piemontese, in ’L'curà de Rocabrusà con Carlo Campanini (1978-79); a Roma con Renato Rascel e Giuditta Saltarini in Nemici per la pelle (1980).
Con l'abbandono dei ruoli erotici, tuttavia, la carriera di Benussi era giunta a un punto morto e virtualmente terminata, perché non ricevette più proposte cinematografiche: denunciò tale situazione in un suo intervento a un convegno tenutosi nel gennaio del 1980 al Circolo della Stampa di Torino sul tema La donna nello sfruttamento della pornografia, nel quale affermò che dopo il suo rifiuto di continuare a girare scene di nudo, delle quali si dichiarava ormai nauseata, di fatto non lavorava più nel cinema perché non le erano più state offerte scritture.
Fu, ancora, presente in televisione nella trasposizione su piccolo schermo dell'operetta Nitouche insieme a Elisabetta Viviani e Lauretta Masiero (1980).
Nel 1983, dopo il suo ultimo film, scomparve dalla vita pubblica; soltanto nel 2002 concesse un'intervista a Franco Grattarola, Stefano Ippoliti e Matteo Norcini pubblicata sul n° 2 di Cine 70 e dintorni, in cui di fatto prese le distanze dalla sua attività di attrice erotica, asserendo di preferire di essere ricordata per altri film girati in carriera.
Nel corso di tale intervista raccontò anche di essere stata sostituita, in varie fasi delle riprese di alcune produzioni dirette da Mario Landi come Supersexymarket e Il viziaccio, da attrici ingaggiate per girare scene pornosoft da includere nelle versioni di tali film destinate all'estero, benché i produttori avessero omesso di specificare che tali scene non erano riferibili a lei.
Dopo aver messo fine alla propria carriera cinematografica tornò a vivere in Jugoslavia ma l'abbandonò a inizio anni novanta dopo che, durante la guerra civile scoppiata a seguito dello smembramento del suo Paese, le fu ucciso il cane da un anonimo per ritorsione alle sue critiche contro la pulizia etnica messa reciprocamente in atto tra serbi e croati; dopo aver messo in vendita tutto quello che possedeva nell'ex Jugoslavia si stabilì a Roma.

## Filmografia

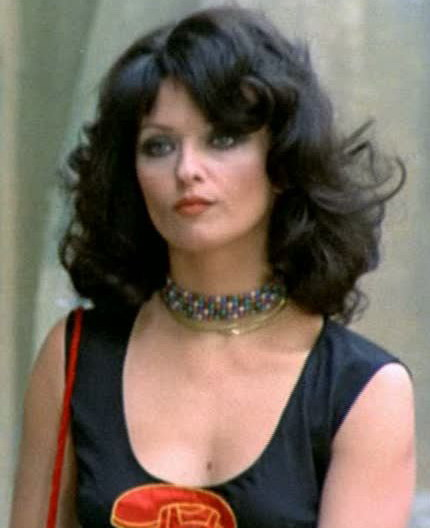
La mala ordina (1972)

- Il boia scarlatto, regia di Massimo Pupillo – accreditata come Ferry Martin (1965)
- Una vergine per il principe, regia di Pasquale Festa Campanile (1965)
- Un brivido sulla pelle, regia di Amasi Damiani (1966)
- Uccellacci e uccellini, regia di Pier Paolo Pasolini (1966)
- Ti darò un posto all'inferno, regia di Paolo Bianchini (1967)
- L'uomo venuto per uccidere (Un hombre vino a matar), regia di León Klimovsky (1967)
- A suon di lupara, regia di Luigi Petrini (1967)
- Il tempo degli avvoltoi, regia di Nando Cicero (1967)
- 3 pistole contro Cesare, regia di Enzo Peri (1967)
- Shokoh-e-javanmardi (The Glory of Gallantry), regia di Esmail Riahi (1968)
- Nato per uccidere, regia di Antonio Mollica (1967)
- Samoa, regina della giungla, regia di Guido Malatesta (1968)
- Colpo grosso alla napoletana (The Biggest Bundle of Them All), regia di Ken Annakin (1968)
- Requiem per un gringo (Réquiem para el gringo), regia di José Luis Merino (1968)
- El Zorro (La Volpe), regia di Guido Zurli (1968)
- Omicidio per vocazione, regia di Vittorio Sindoni (1968)
- Susanna... ed i suoi dolci vizi alla corte del re, regia di Franz Antel (1968)
- Vacanze sulla Costa Smeralda, regia di Ruggero Deodato (1968)
- Le calde notti di Poppea, regia di Guido Malatesta (1969)
- Quintana, regia di Vincenzo Musolino (1969)
- Tarzana, sesso selvaggio, regia di Guido Malatesta (1969)
- La morte bussa due volte (Blonde Köder für den Mörder), regia di Harald Philipp (1969)
- La belva, regia di Mario Costa (1970)
- Il rosso segno della follia, regia di Mario Bava (1970)
- Che fanno i nostri supermen tra le vergini della jungla?, regia di Bitto Albertini (1970)
- Le belve, regia di Giovanni Grimaldi (1971)
- Homo Eroticus, regia di Marco Vicario (1971)
- Questa libertà di avere… le ali bagnate, regia di Alessandro Santini (1971)
- Se t'incontro t'ammazzo, regia di Gianni Crea (1971)
- Le calde notti del Decameron, regia di Gian Paolo Callegari (1972)
- Canterbury proibito, regia di Italo Alfaro (1972)
- Decameron nº 3 - Le più belle donne del Boccaccio, regia di Italo Alfaro (1972)
- I giochi proibiti de l'Aretino Pietro, regia di Piero Regnoli (1972)
- La mala ordina, regia di Fernando Di Leo (1972)
- Poppea... una prostituta al servizio dell'impero, regia di Alfonso Brescia (1972)
- Il prode Anselmo e il suo scudiero, regia di Bruno Corbucci (1972)
- Finalmente... le mille e una notte, regia di Antonio Margheriti (1972)
- Rivelazioni di un maniaco sessuale al capo della squadra mobile, regia di Roberto Bianchi Montero (1972)
- Un apprezzato professionista di sicuro avvenire, regia di Giuseppe De Santis (1972)
- Blood Story, regia di Amasi Damiani (1972)
- Bruna, formosa, cerca superdotato, regia di Alberto Cardone (1973)
- Paolo il caldo, regia di Marco Vicario (1973)
- Quando l'amore è sensualità, regia di Vittorio De Sisti (1973)
- Il tuo piacere è il mio, regia di Claudio Racca (1973)
- La ragazza di via Condotti, regia di Germán Lorente (1974)
- Il domestico, regia di Luigi Filippo D'Amico (1974)
- A pugni nudi, regia di Marcello Zeani (1974)
- Là dove non batte il sole, regia di Antonio Margheriti (1974)
- I sette magnifici cornuti, regia di Luigi Russo (1974)
- Adolescenza perversa, regia di José Bénazéraf (1974)
- L'assassino è costretto ad uccidere ancora, regia di Luigi Cozzi (1975)
- Le dolci zie, regia di Mario Imperoli (1975)
- Lezioni private, regia di Vittorio De Sisti (1975)
- La collegiale, regia di Gianni Martucci (1975)
- I sette del gruppo selvaggio, regia di Gianni Crea (1975)
- La commessa, regia di Riccardo Garrone (1975)
- Il giustiziere sfida la città, regia di Umberto Lenzi (1975)
- La novizia, regia di Giuliano Biagetti (1975)
- Nude per l'assassino, regia di Andrea Bianchi (1975)
- La sanguisuga conduce la danza, regia di Alfredo Rizzo (1975)
- Una vergine in famiglia, regia di Luca Delli Azzeri (1975)
- Classe mista, regia di Mariano Laurenti (1976)
- Peccatori di provincia, regia di Tiziano Longo (1976)
- Stangata in famiglia, regia di Franco Nucci (1976)
- La professoressa di lingue, regia di Demofilo Fidani (1976)
- La moglie di mio padre, regia di Andrea Bianchi (1976)
- La cameriera nera, regia di Mario Bianchi (1976)
- Un toro da monta, regia di Roberto Mauri (1976)
- Che dottoressa ragazzi!, regia di Gianfranco Baldanello (1976)
- Le impiegate stradali (Batton Story), regia di Mario Landi (1976)
- Campagnola bella, regia di Luca Delli Azzeri (1976)
- Mala, amore e morte, regia di Tiziano Longo (1977)
- Cara dolce nipote, regia di Andrea Bianchi (1977)
- Supersexymarket, regia di Mario Landi (1979)
- Il viziaccio, regia di Mario Landi (1980)
- Erotiko pathos, regia di Ilias Mylonakos (1981)
- Messo comunale praticamente spione, regia di Mario Bianchi (1982), non accreditata
- Mizzzzica... ma che è proibitissimo?, regia di Salvatore Bugnatelli (1983)
- Corpi nudi, regia di Joseph Mallory (1983)

## Radiofonia
- Noi duri, regia di Adriana Parrella (1975)

## Doppiatrici
Benché di madrelingua italiana, in alcuni film la voce originale di Femi Benussi fu ridoppiata dalle seguenti professioniste:
- Vittoria Febbi in Samoa, regina della giungla e Mala, amore e morte
- Maria Pia Di Meo in Requiem per un gringo
- Antonella Steni nel Domestico
- Rita Savagnone in Il giustiziere sfida la città
- Germana Dominici in Nude per l'assassino e Classe mista
- Flaminia Jandolo in Peccatori di provincia
- Mirella Pace nelle Impiegate stradali